# PDF/A
PDF/A是一种ISO標準的PDF檔案格式版本，用于电子文档的數位資訊保存。它基于 Adobe 公司的PDF参考版本 1.4 ，在2005年10月1日发布的 ISO 标准 ISO 19005-1:2005 中被定义为：
Document Management - Electronic document file format for long term preservation - Part 1: Use of PDF 1.4 (PDF/A-1)
PDF/A-1 的一个基于 PDF 1.4 的版本 (ISO 19005-1
PDF/A-2 and PDF/A-3 的一个基于 PDF 1.7 - ISO 32000-1 的版本目前正在开发中(ISO 19005-2)。
PDF/A 实际上是 PDF 的一个受限制的子集，略去了 PDF 中不适合长期存档的特性，例如不同系统的字体，数字签名， 和JavaScript. 这与 PDF 的另一个用于印刷的子集 PDF/X 类似。
此外，该标准为读取 PDF/A 文件的软件产品设置了必要条件。一个符合标准的阅读器必须遵循指定的规则，包括遵循色彩管理准则、使用嵌入字体渲染等。

## 背景
PDF是一种标准，用于以“打印形式”对文档进行编码，可在各种系统之间进行传递。然而，PDF文件作为存档保存的适用性取决于创建PDF时选择的选项：特别是是否嵌入了呈现文档所需的字体；是否使用了加密；以及是否保留了原始文档的额外信息，超出了打印所需的范围。
PDF/A最初是印刷、出版和转换技术供应商协会（NPES）和信息和图像管理协会（AIIM）与Adobe共同开展的新联合活动，旨在制定一项国际标准，定义便携式文档格式（PDF）用于文档存档。该目标是解决日益增长的需要，以电子方式存档文档，以确保其内容在长时间内得到保留，并确保这些文档在未来能够以一致和可预测的结果进行检索和呈现。这种需求存在于全球范围内的各种政府、行业和学术领域，包括法律体系、图书馆、报纸和受监管的行业。

## 描述
PDF/A标准并未定义归档策略或归档系统的目标。它确定了一种电子文档的“配置文件”，确保这些文档可以在未来多年内使用各种软件以完全相同的方式复制。实现这种可复制性的关键要素是PDF/A文档必须是100%自包含的。所有显示文档所需的信息都嵌入在文件中。这包括但不限于所有内容（文本、光栅图像和矢量图形）、字体和颜色信息。PDF/A文档不允许依赖外部来源的信息（例如字体程序和数据流），但可以包含指向外部文档的注释（例如超文本链接）。
PDF/A符合性的其他关键要素包括：
- 禁止音频和视频内容。
- 禁止JavaScript和可执行文件启动。
- 所有字体必须被嵌入，并且必须是合法可嵌入的，以实现无限制、通用的呈现。这也适用于所谓的PostScript标准字体，如Times或Helvetica。
- 以设备无关的方式指定颜色空间。
- 禁止加密。
- 必须使用基于标准的元数据。
- 禁止外部内容引用。
- 由于知识产权的限制，禁止使用LZW。由于JPEG2000首次出现在PDF1.5中，因此不允许在PDF/A-1（基于PDF1.4）中使用JPEG2000图像压缩模型。JPEG2000压缩允许在PDF/A-2和PDF/A-3中使用。
- PDF/A-1中禁止使用透明对象和层（可选内容组），但在PDF/A-2中允许使用。
- PDF/A-2级支持符合PAdES（PDF高级电子签名）标准的数字签名的条款。
- PDF/A-1中禁止嵌入文件，但PDF/A-2允许嵌入PDF/A文件，从而方便将一组PDF/A文档归档在单个文件中。PDF/A-3允许将任何文件格式（如XML、CAD等）嵌入到PDF/A文档中。
- 禁止使用基于XML的XMLFormsArchitecture(XFA)表单在PDF/A中使用。（XFA表单数据可以在PDF/A-2文件中通过从XFA键移动到文档目录字典的名称字典的值的XFAResources键处保存。）
- 交互式PDF表单字段必须与字段数据关联的外观字典。在呈现字段时，应使用外观字典。